# 欧尔菲
欧尔菲，是匈牙利巴兰尼亚州所辖的一个村。总面积32.15平方公里，总人口889，人口密度27.7人/平方公里（2011年1月1日）。